# Rock Is Dead
«Rock Is Dead» (у пер. з англ. Рок — помер) — третій сингл з третього студійного альбому гурту Marilyn Manson Mechanical Animals. Пісня також входить до саундтреків фільму «Матриця» та гри Midnight Club 3: DUB Edition.

## Концепція
Заголовок пісні створено під впливом філософії Фрідріха Ніцше, зокрема концепції «Бог помер». Проте, назва також може походити від ідеї «Панк помер».

## Відеокліп
Режисер: Семюель Беєр. У відео Менсон (у ролі Омеґи) та його гурт (у ролі вигаданого колективу Omega and the Mechanical Animal) виступають на сцені. Це єдиний кліп, для зйомок котрого запросили бек-вокалістку, яка взяла участь у записі кількох пісень з платівки Mechanical Animals. Її вокал можна також почути під час концертної версії «The Dope Show» з альбому The Last Tour on Earth. Наприкінці відео гурт ламає свої інструменти, що дещо нагадує руйнування Менсоном гіпсових зліпків тіла Омеґи у кліпі «The Dope Show». Інша версія відео містить фраґменти з фільму «Матриця».

## Список пісень
| Британський CD-сингл №1 | Британський CD-сингл №1                                                                       | Британський CD-сингл №1 |
| #                       | Назва                                                                                         | Тривалість              |
| ----------------------- | --------------------------------------------------------------------------------------------- | ----------------------- |
| 1.                      | «Rock Is Dead»                                                                                | 3:10                    |
| 2.                      | «I Don't Like the Drugs (But the Drugs Like Me)» (Absinthe Makes the Heart Grow Fonder Remix) | 5:28                    |
| 3.                      | «I Can't See Why» (кавер-версія у виконанні гурту Baxter)                                     | 4:50                    |

| Британський CD-сингл №2 | Британський CD-сингл №2                                         | Британський CD-сингл №2 |
| #                       | Назва                                                           | Тривалість              |
| ----------------------- | --------------------------------------------------------------- | ----------------------- |
| 1.                      | «Rock Is Dead»                                                  | 3:10                    |
| 2.                      | «Man That You Fear» (Acoustic Requiem for Antichrist Superstar) | 5:21                    |
| 3.                      | «Television» (радіо-версія у виконанні гурту Baxter)            | 3:09                    |

| Британський 10" picture-вінил | Британський 10" picture-вінил                                    | Британський 10" picture-вінил |
| #                             | Назва                                                            | Тривалість                    |
| ----------------------------- | ---------------------------------------------------------------- | ----------------------------- |
| 1.                            | «Rock Is Dead»                                                   | 3:10                          |
| 2.                            | «I Don't Like the Drugs (But the Drugs Like Me)» (Every Day Mix) | 5:21                          |